# شريان تاجي أيمن
الشريان التاجي الأيمن ينشأ من الأبهر الصاعد.

## صور
|  | ARTERIES: RCA == right coronary AB = الفروع الأذينية للشرايين التاجية SANB = فرع جيبي أذيني عقدي للشريان التاجي الأيمن RMA = الفرع الهامشي الأيمن للشريان التاجي الأيمن LCA = شريان تاجي أيسر CB = الشعبة المنعطفة من الشريان الإكليلي الأيسر LAD/AIB = الفرع الأمامي بين البطينين للشريان التاجي الأيسر LMA = شريان هامشي أيسر PIA/PDA = الفرع بين البطيني الخلفي للشريان التاجي الأيمن MARG = شريان هامشي أيسر AVN = فرع أذيني بطيني عقدي VEINS: SCV = وريد قلبي صغير ACV = الوريد القلبي الأمامي ‏ AIV/GCV = وريد قلبي كبير MCV = وريد قلبي أوسط CS == جيب تاجي |

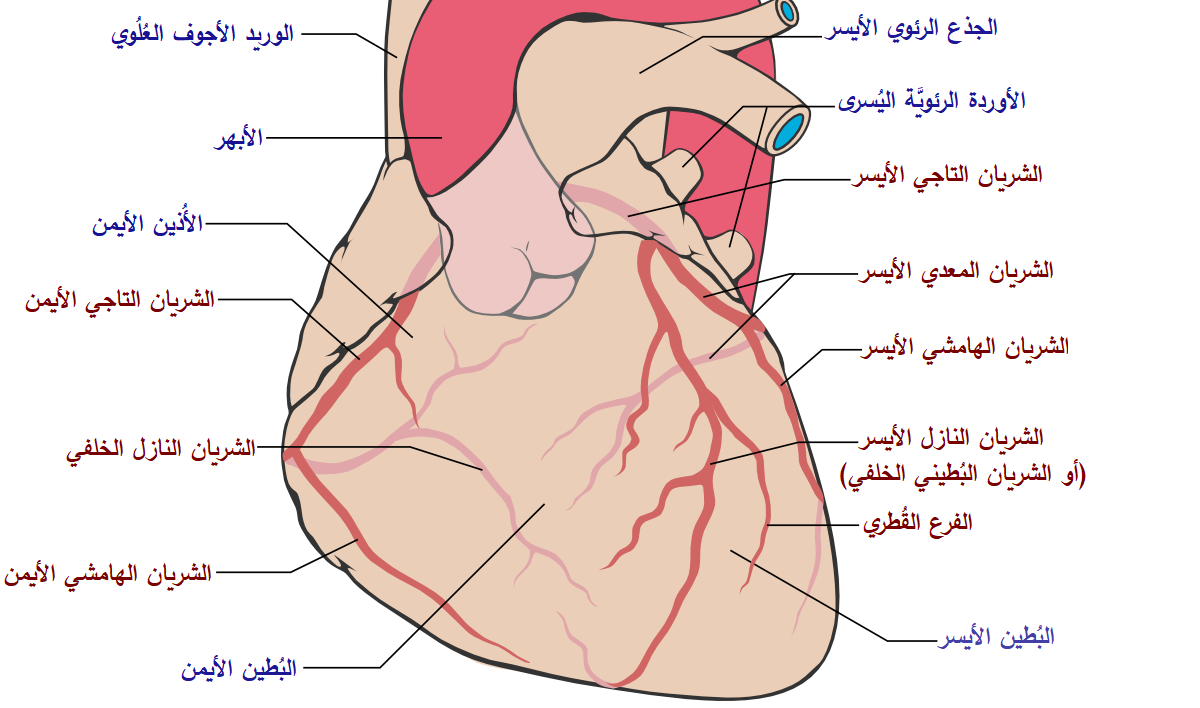
Coronary arteries (labeled in red text) and other major landmarks (in blue text). Right coronary artery is at left in the image.

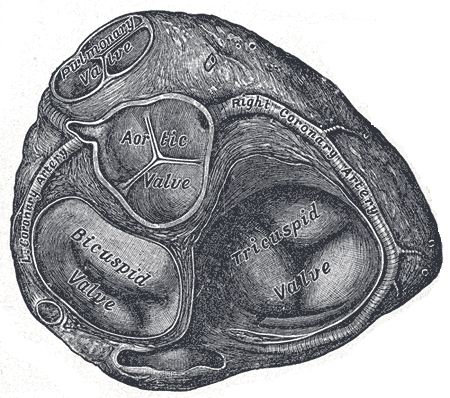
Base of ventricles exposed by removal of the atria.
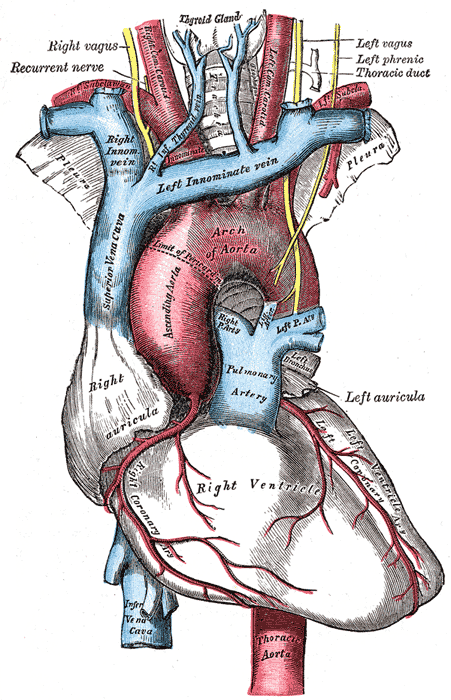
The arch of the aorta, and its branches.
Plan of the branches.
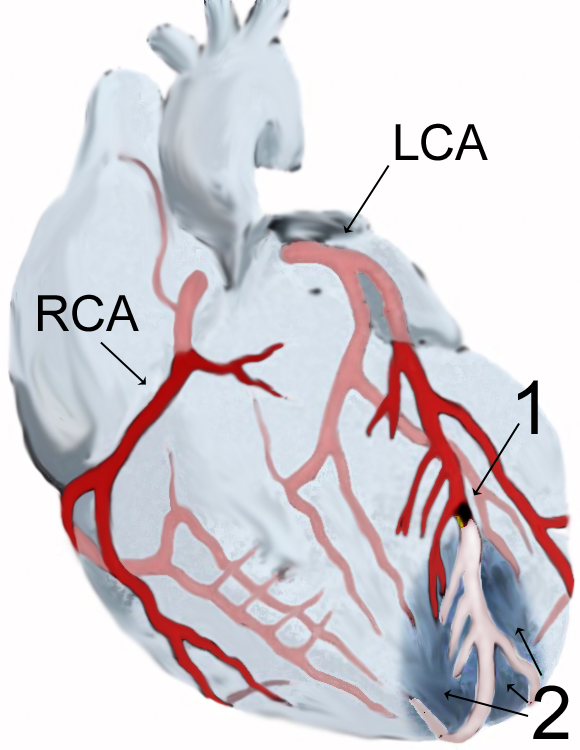
Diagram of a myocardial infarction.
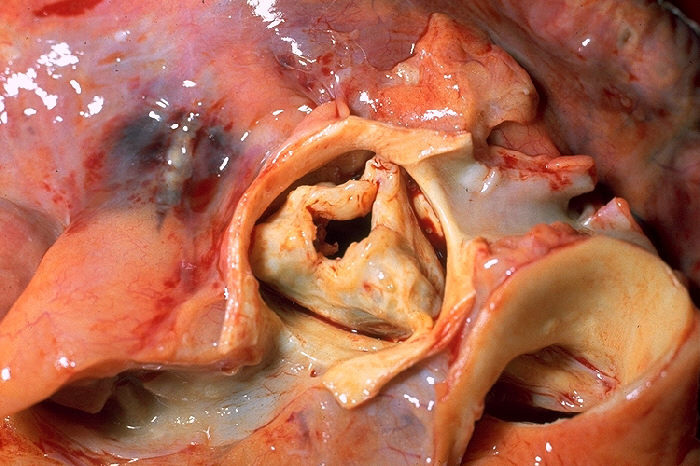
أبهر (شريان) and coronary arteries at تشريح الجثة. The proximal portion of the RCA and its ostium can be seen at the lower left.
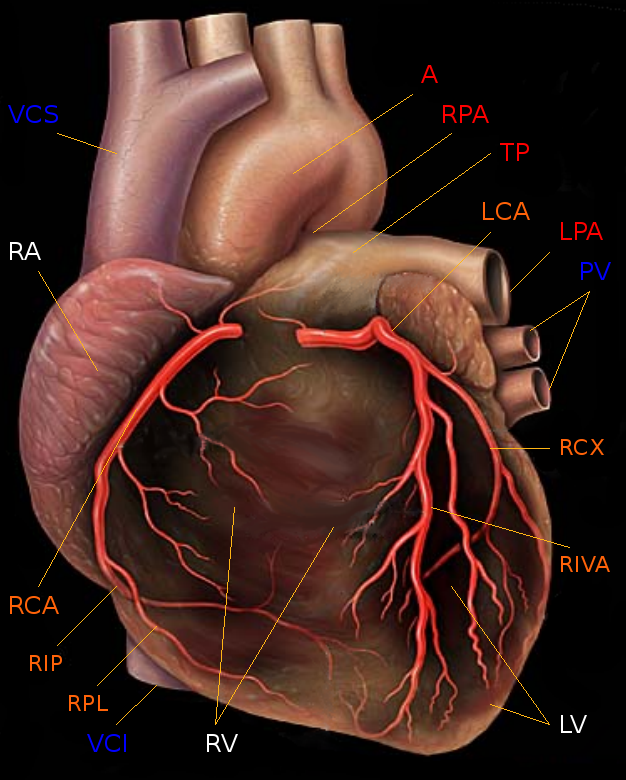
Human heart with coronary arteries

## وصلات خارجية
- Overview at كليفلاند كلينك